# 哈帕韋西

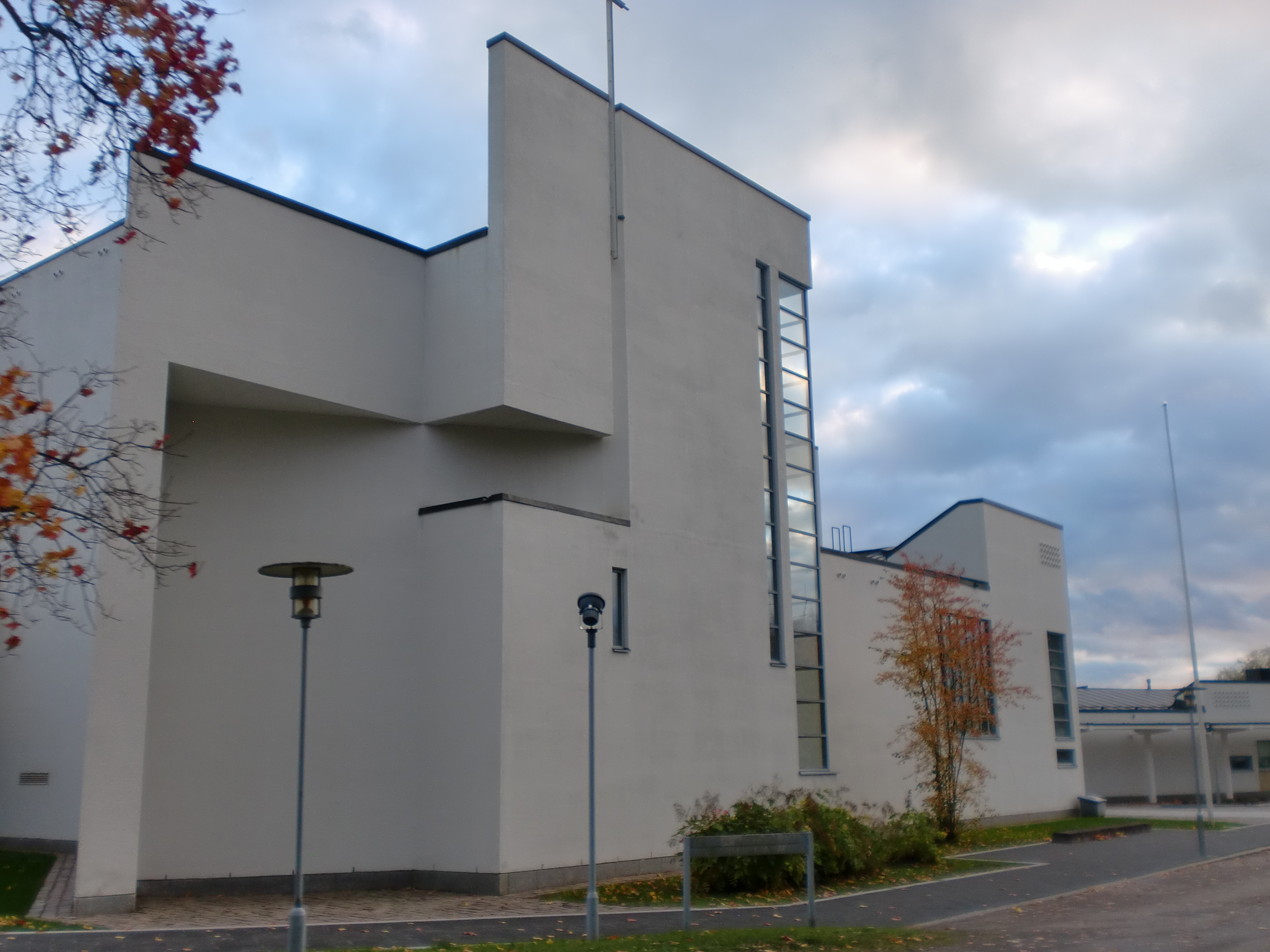
哈帕韋西教堂

哈帕韋西（芬蘭語：Haapavesi）是芬蘭北博滕區的城市，位於該國中部，距離首都赫爾辛基約500公里，面積1,086.15平方公里，2012年人口7,380，其中約99%居民的母語是芬蘭語。

## 外部連結
- 哈帕韋西市官方网站（页面存档备份，存于） （文）
- Haapavesi Folk Music Festival（页面存档备份，存于） （文） （英文）